# 葛乐夫
葛乐夫（1963年6月—），黑龙江依兰人，1985年7月入党，1988年7月参加工作，经济学博士。第十二届全国人民代表大会辽宁地区代表。
毕业于辽宁财经学院财政金融学专业。2011年6月任营口市委副书记、代理市长；次年1月正式当选为市长。2013年，被选为全国人大代表。2015年10月，转任辽宁省交通厅党组书记，次月兼任厅长。